# Payu
Pāyu (devanāgarī : पायु) est un terme sanskrit qui signifie « anus ». Dans la philosophie du Sāṃkhya, pāyu est l'organe d'action (karmendriya) d'évacuation et fait partie des dix indriya externes.